# Piragüismo en pista

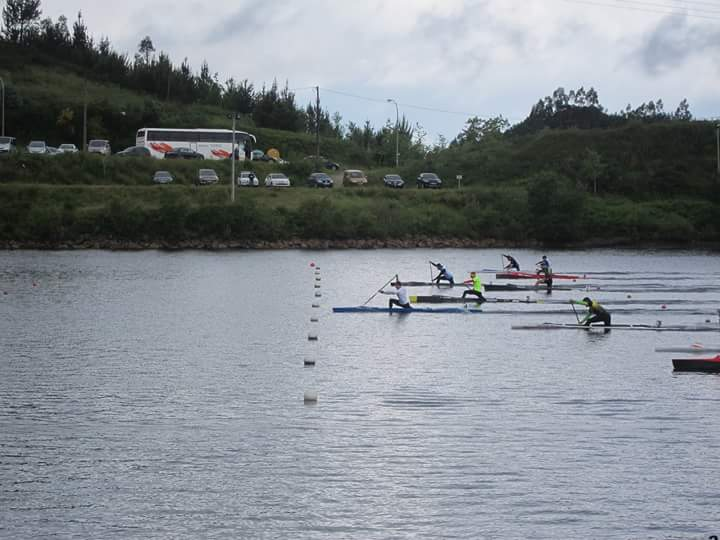
Carrera de C1 500

El piragüismo en pista representa aquellas competiciones de piragüismo en aguas tranquilas, recorriendo un circuito en línea recta de 200, 500 o 1000 metros para las carreras de velocidad y 5000 metros para las carreras de fondo.
De todas las categorías que comprenden el piragüismo en pista, entre aquellas que son olímpicas están el K1 1000 y 200, K2 1000 y 200, K4 1000, C1 1000 y 200 y C2 1000 para las categorías masculinas; y el K1 200 y 500, K2 500 y K4 500 para la categoría femenina.  Así mismo, la ICF, celebra desde Vaxholm 1938, el Campeonato del Mundo; en la actualidad, se realiza anualmente, a excepción de los años en los que hay Juegos Olímpicos de verano.

## Categorías
Entre las categorías que forman parte de los Campeonatos del Mundo, se encuentran las siguientes:

### Masculino
K1 1000: es una categoría olímpica.
K1 500
K1 200: es una categoría olímpica-
K2 1000: es una categoría olímpica.
K2 500
K2 200: es una categoría olímpica.
K4 1000: es una categoría olímpica.
K1 5000
C1 1000: es una categoría olímpica.
C1 500
C1 200: es una categoría olímpica.
C2 1000: es una categoría olímpica.
C2 500
C1 200: es una categoría olímpica.
C2 200
C1 5000

### Femenino
K1 1000
K1 500: es una categoría olímpica.
K1 200: es una categoría olímpica-
K2 1000
K2 500: es una categoría olímpica.
K2 200
K4 500: es una categoría olímpica.
K1 5000
C1 200
C2 500